# كهبل كبير الثمار
كهبل كبير الثمار أو ديتار كبير الثمار (الاسم العلمي:Detarium macrocarpum) هو نوع من النباتات يتبع جنس الديتار من الفصيلة البقولية.